# Tsurikko Penta
Tsurikko Penta (つりっ子ペン太 "El pescador de Penta"?) es un videojuego de pesca para arcade de tipo medal game publicado por Konami en 1991. Este arcade se presenta a Penta el pingüino de la serie Antarctic Adventure, seguida por Balloon Penta (1996) y Imo Hori Penta (1997). También se fue salido la música de los 8-bit con la computadora titulada Chūsen-ō Konami (抽選王　コナミ "Rey de Loteria de Konami"?), donde Penta pesca a los peces.

## Personajes
- Penta
- Kokekko (Cameo)